# Auvillers-les-Forges
Auvillers-les-Forges est une commune française située dans le département des Ardennes, en région Grand Est.

## Géographie

### Hydrographie
La commune est traversée par la ligne de partage des eaux entre  les bassins hydrographiques Rhin-Meuse et Seine-Normandie. Elle est drainée par la Sormonne, le Ton, le Petit Gland et le ruisseau des Pres des Bois,.
La Sormonne, d'une longueur de 56 km, prend sa source dans la commune de Taillette et se jette  dans la Meuse à Warcq, après avoir traversé 23 communes.

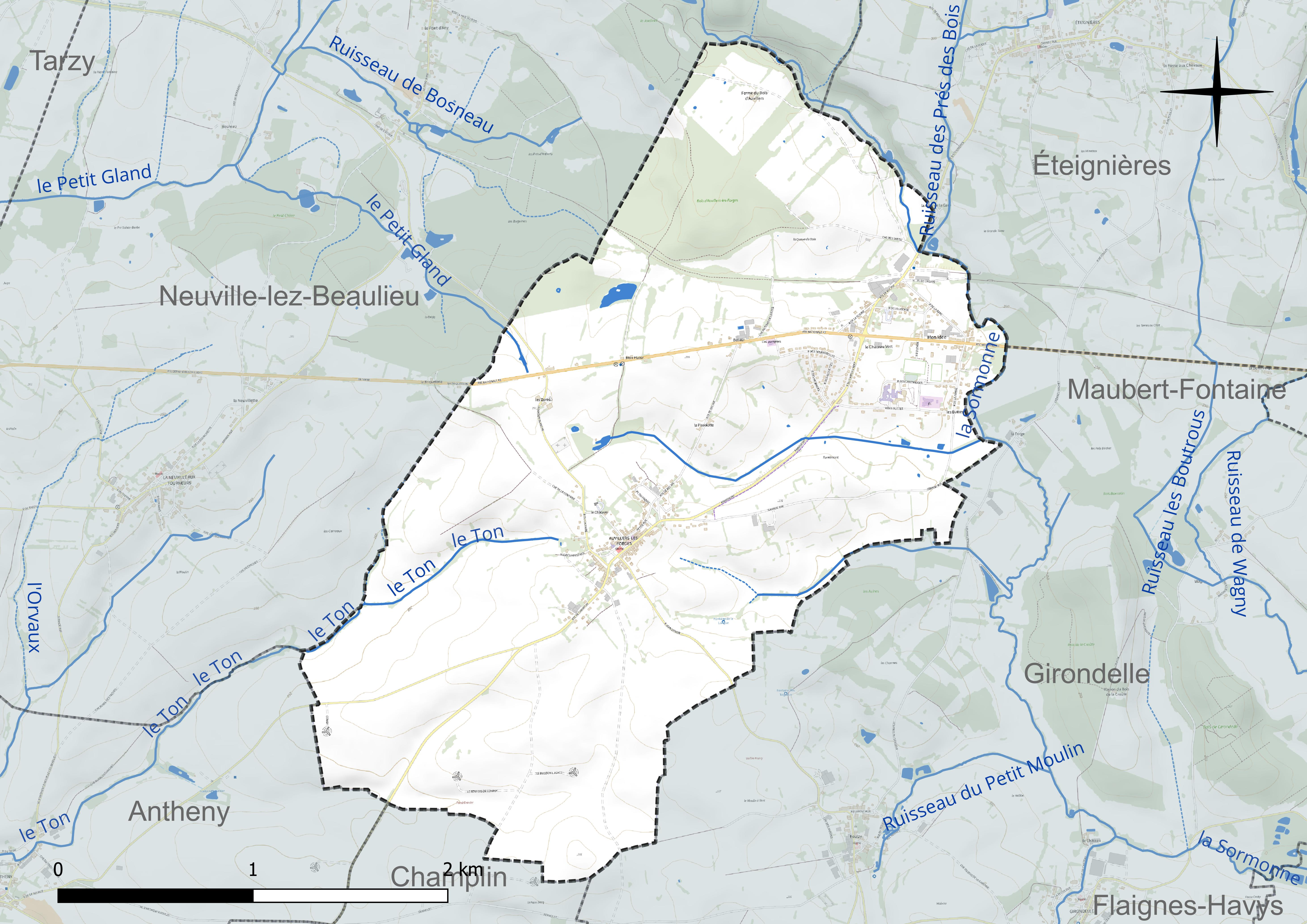
Réseaux hydrographique d'Auvillers-les-Forges.

Le Ton, d'une longueur de 56 km, prend sa source dans la commune  et se jette  dans l'Oise (rive gauche) à Étréaupont, après avoir traversé 15 communes.
Le Petit Gland, d'une longueur de 29 km, prend sa source dans la commune  et se jette  dans le Gland à Saint-Michel, après avoir traversé neuf communes.

### Climat
Pour des articles plus généraux, voir Climat du Grand Est et Climat des Ardennes.
En 2010, le climat de la commune est de type climat de montagne, selon une étude du Centre national de la recherche scientifique s'appuyant sur une série de données couvrant la période 1971-2000. En 2020, Météo-France publie une typologie des climats de la France métropolitaine dans laquelle la commune est exposée à un climat océanique altéré et est dans la région climatique Nord-est du bassin Parisien, caractérisée par un ensoleillement médiocre, une pluviométrie moyenne régulièrement répartie au cours de l’année et un hiver froid (3 °C).
Pour la période 1971-2000, la température annuelle moyenne est de 9,2 °C, avec une amplitude thermique annuelle de 15,5 °C. Le cumul annuel moyen de précipitations est de 1 038 mm, avec 13,9 jours de précipitations en janvier et 10,3 jours en juillet. Pour la période 1991-2020, la température moyenne annuelle observée sur la station météorologique de Météo-France la plus proche, « Rocroi », sur la commune de Rocroi à 14 km à vol d'oiseau, est de 9,5 °C et le cumul annuel moyen de précipitations est de 1 210,4 mm. 
La température maximale relevée sur cette station est de 37,6 °C, atteinte le 25 juillet 2019 ; la température minimale est de −14,7 °C, atteinte le 4 février 2012,,.
Les paramètres climatiques de la commune ont été estimés pour le milieu du siècle (2041-2070) selon différents scénarios d'émission de gaz à effet de serre à partir des nouvelles projections climatiques de référence DRIAS-2020. Ils sont consultables sur un site dédié publié par Météo-France en novembre 2022.

## Urbanisme

### Typologie
Au 1er janvier 2024, Auvillers-les-Forges est catégorisée commune rurale à habitat dispersé, selon la nouvelle grille communale de densité à 7 niveaux définie par l'Insee en 2022.
Elle est située hors unité urbaine et hors attraction des villes,.

### Occupation des sols
L'occupation des sols de la commune, telle qu'elle ressort de la base de données européenne d’occupation biophysique des sols Corine Land Cover (CLC), est marquée par l'importance des territoires agricoles (83,4 % en 2018), en diminution par rapport à 1990 (85,1 %). La répartition détaillée en 2018 est la suivante : 
prairies (55,2 %), terres arables (27,2 %), zones urbanisées (10,1 %), forêts (6,5 %), zones agricoles hétérogènes (0,9 %). L'évolution de l’occupation des sols de la commune et de ses infrastructures peut être observée sur les différentes représentations cartographiques du territoire : la carte de Cassini (XVIIIe siècle), la carte d'état-major (1820-1866) et les cartes ou photos aériennes de l'IGN pour la période actuelle (1950 à aujourd'hui).

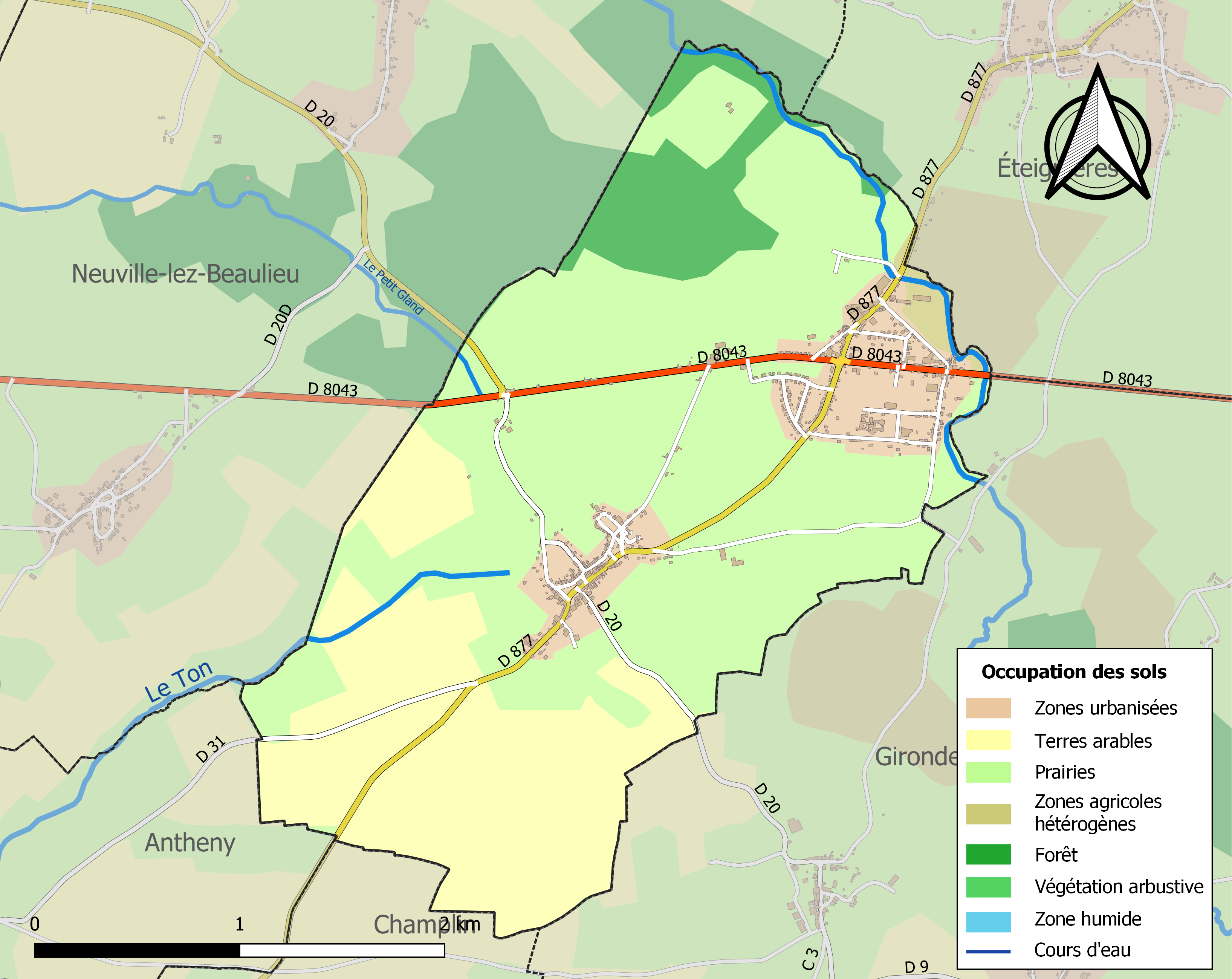
Carte des infrastructures et de l'occupation des sols de la commune en 2018 (CLC).

## Histoire

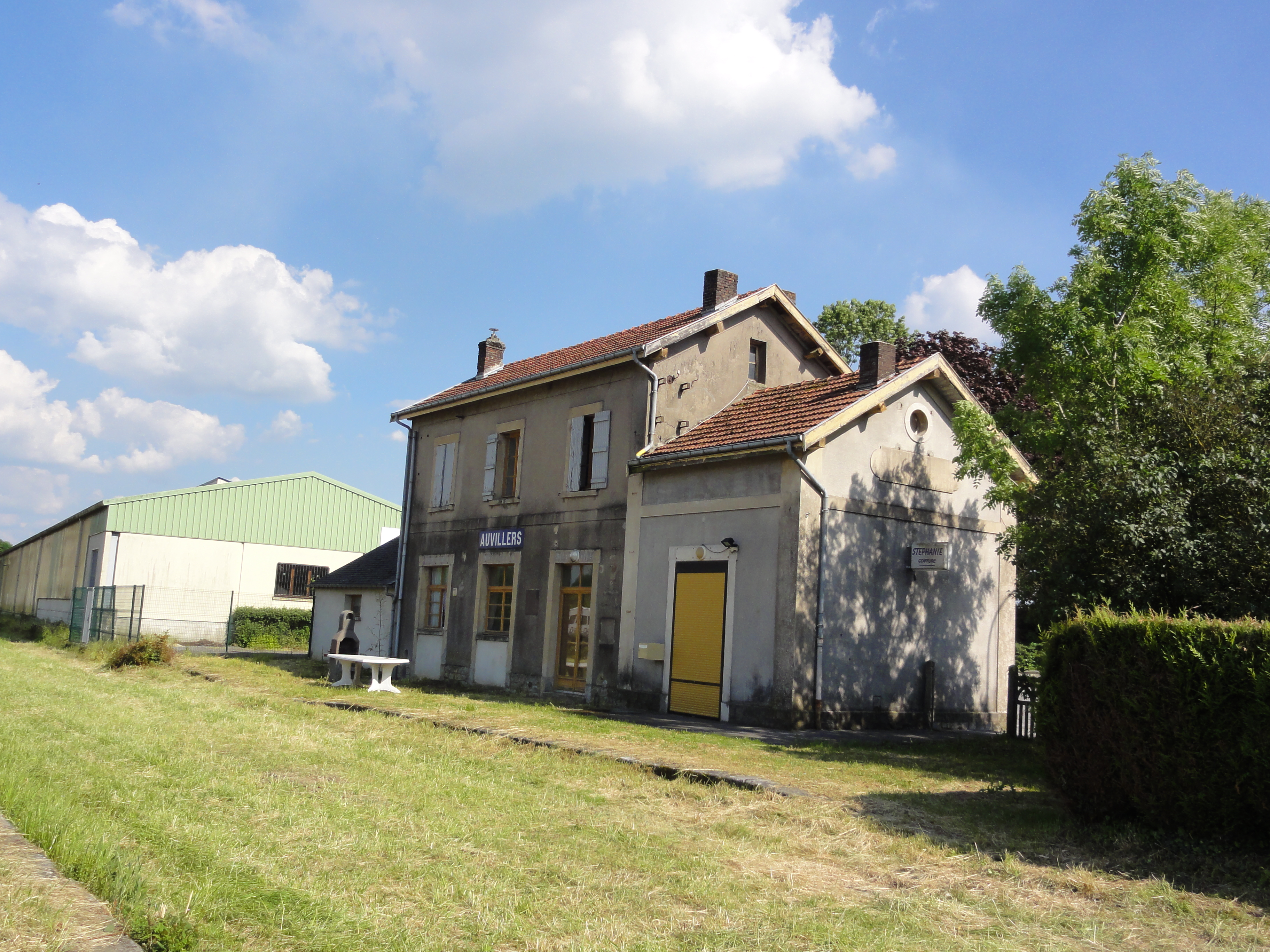
L'ancienne gare d'Auvillers.

La commune disposait d'une gare sur l'ancienne ligne de chemin de fer  de Charleville-Mézières à Hirson (par Auvillers), ouverte en 1869 et fermée au service des voyageurs en 1952 et au fret en 1989.

## Politique et administration
| Période                                  | Période                   | Identité                                    | Étiquette    | Qualité                                |
| ---------------------------------------- | ------------------------- | ------------------------------------------- | ------------ | -------------------------------------- |
| Les données manquantes sont à compléter. |                           |                                             |              |                                        |
| avant 1981                               | ?                         | Pierre Gillot                               | DVG          |                                        |
| mars 2001                                | mars 2014                 | Daniel Schanen                              |              |                                        |
| mars 2014                                | En cours (au 25 mai 2020) | Miguel Leroy Réélu pour le mandat 2020-2026 | LR puis Agir | Président de la communauté de communes |

Auvillers-les-Forges a adhéré à la charte du parc naturel régional des Ardennes, à sa création en décembre 2011.

## Démographie
L'évolution du nombre d'habitants est connue à travers les recensements de la population effectués dans la commune depuis 1793. Pour les communes de moins de 10 000 habitants, une enquête de recensement portant sur toute la population est réalisée tous les cinq ans, les populations de référence des années intermédiaires étant quant à elles estimées par interpolation ou extrapolation. Pour la commune, le premier recensement exhaustif entrant dans le cadre du nouveau dispositif a été réalisé en 2008.

En 2022, la commune comptait 902 habitants, en évolution de +3,09 % par rapport à 2016 (Ardennes : −2,97 %, France hors Mayotte : +2,11 %).
| 1793 | 1800 | 1806 | 1821 | 1831 | 1836 | 1841 | 1846 | 1851 |
| ---- | ---- | ---- | ---- | ---- | ---- | ---- | ---- | ---- |
| 534  | 559  | 543  | 632  | 661  | 750  | 736  | 712  | 758  |

| 1866 | 1872 | 1876 | 1881 | 1886 | 1891 | 1896 | 1901 | 1906 |
| ---- | ---- | ---- | ---- | ---- | ---- | ---- | ---- | ---- |
| 639  | 672  | 675  | 653  | 689  | 697  | 698  | 720  | 774  |

| 1911 | 1921 | 1926 | 1931 | 1936 | 1946 | 1954 | 1962 | 1968 |
| ---- | ---- | ---- | ---- | ---- | ---- | ---- | ---- | ---- |
| 810  | 753  | 783  | 761  | 760  | 694  | 690  | 803  | 811  |

| 1975 | 1982 | 1990 | 1999 | 2006 | 2008 | 2013 | 2018 | 2022 |
| ---- | ---- | ---- | ---- | ---- | ---- | ---- | ---- | ---- |
| 784  | 799  | 822  | 833  | 885  | 903  | 876  | 878  | 902  |

## Culture locale et patrimoine

### Lieux et monuments
Auvillers-les-Forges possède trois monuments :
- l'église Saint-Nicolas d'Auvillers-les-Forges ;
- les halles ;
- le monument aux morts.

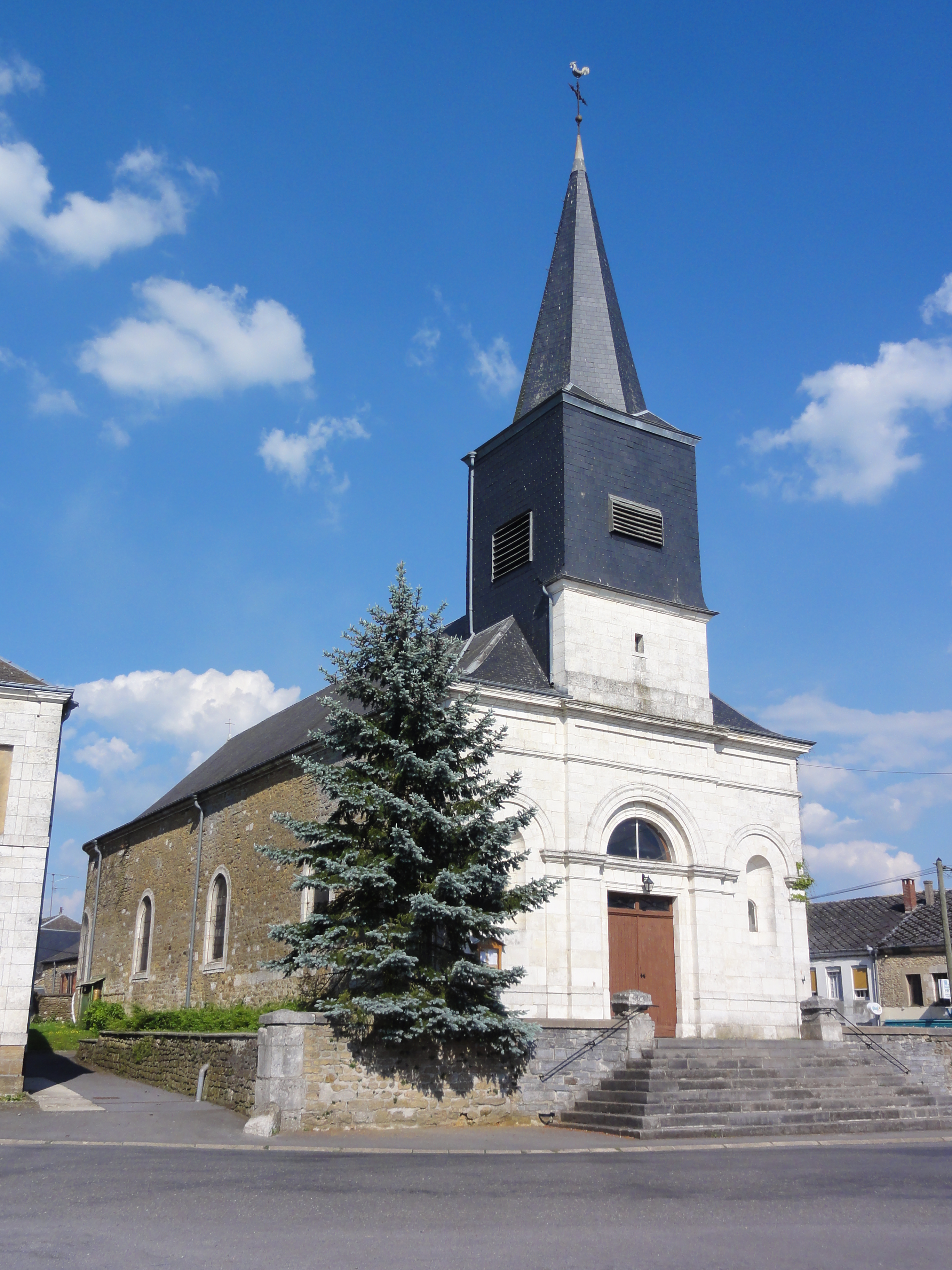
Église.
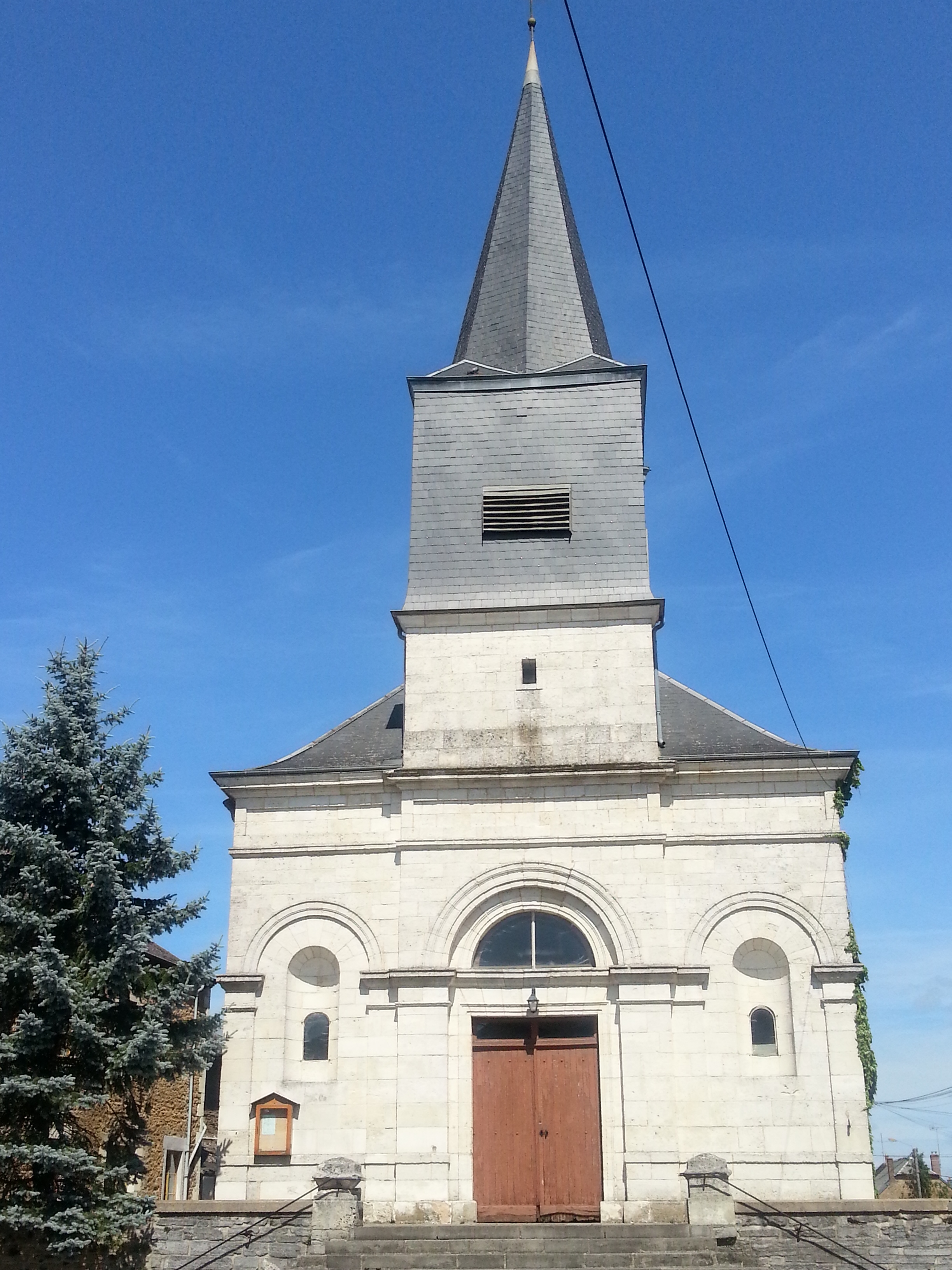
Église.
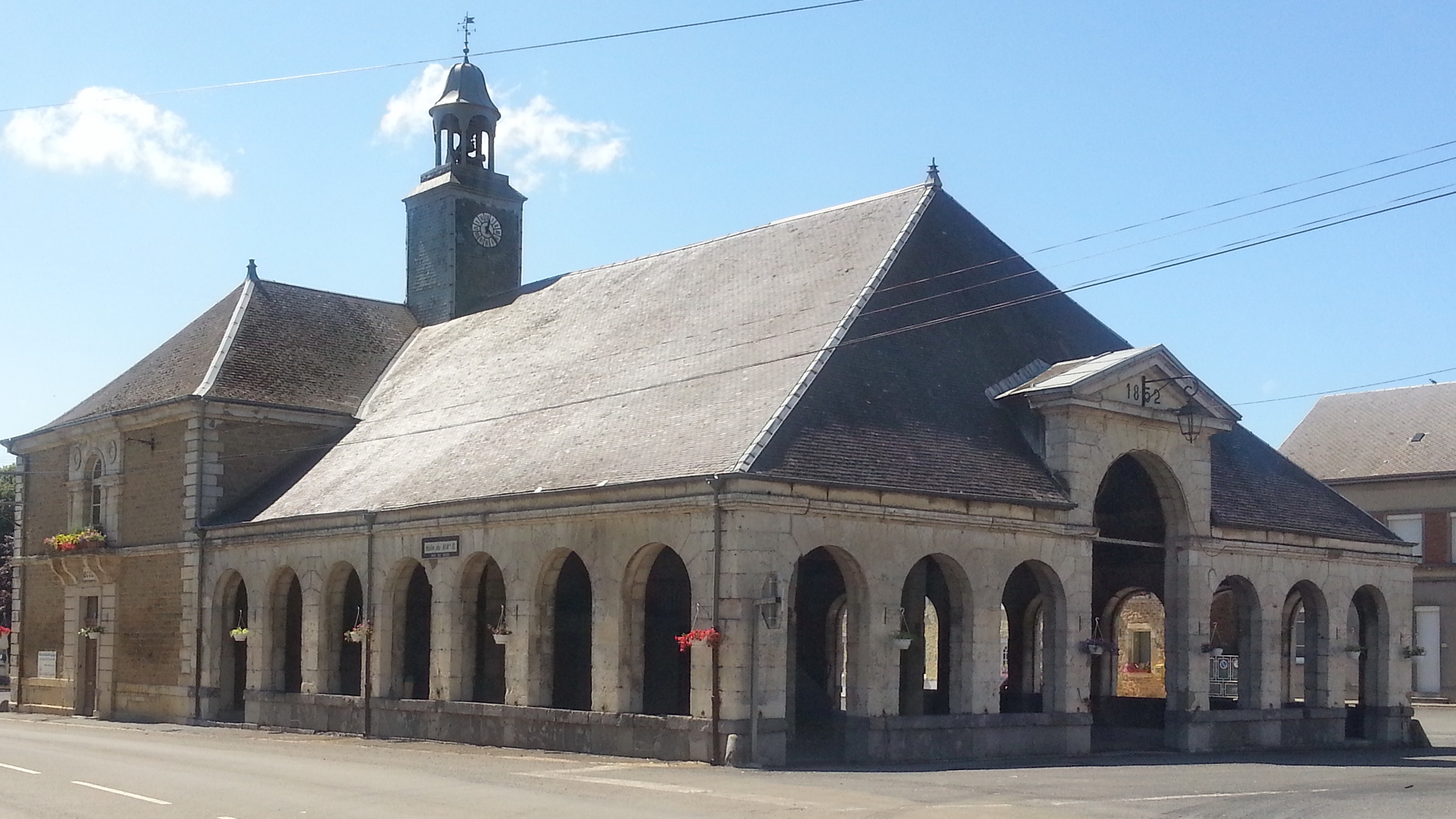
Les halles.
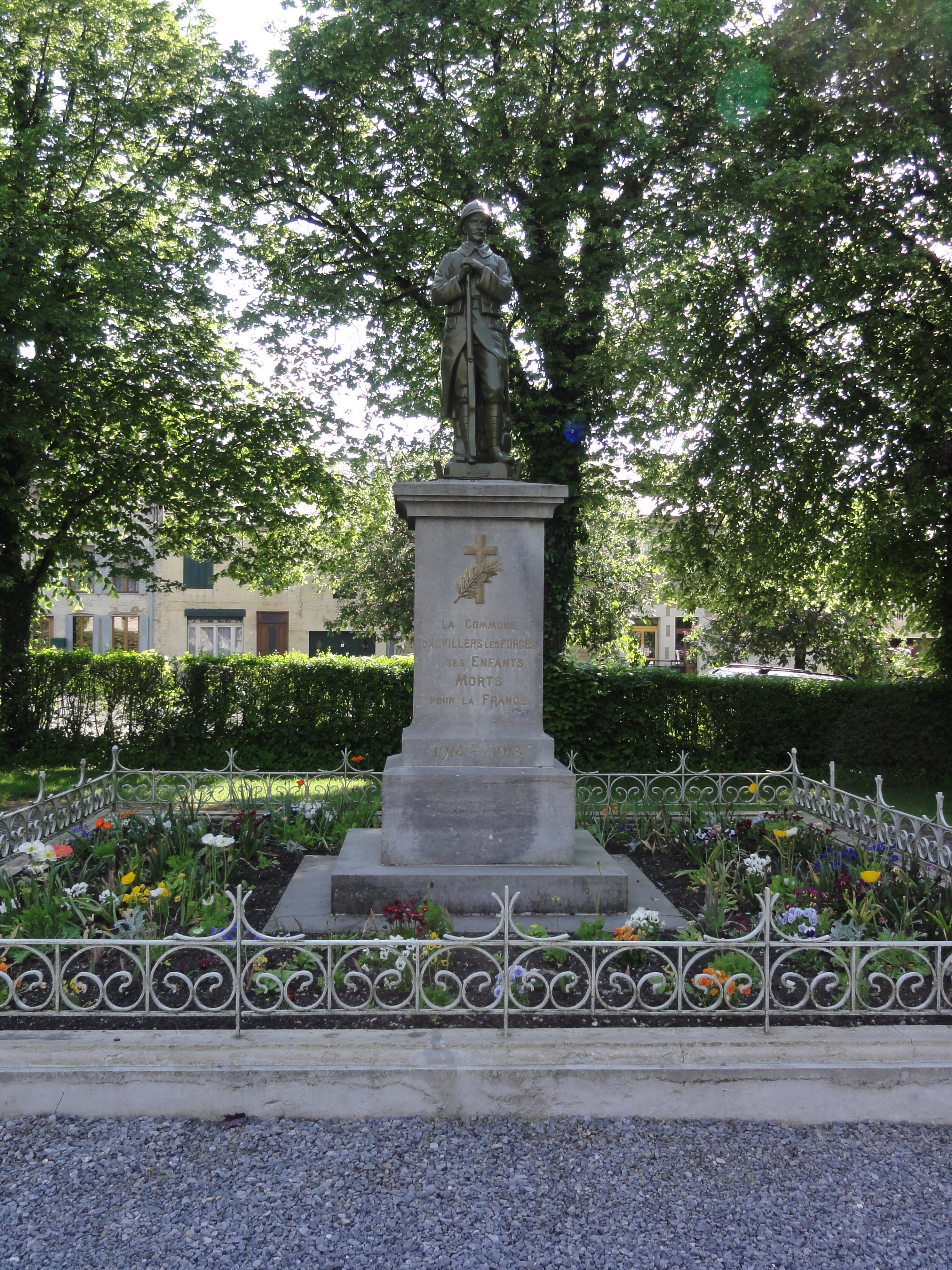
Monument aux morts 1914-1918.

### Personnalités liées à la commune
- Ginette Delaive-Lenoir (1933-2024) : célèbre cuisinière, qui tenait avec son frère Jean Lenoir une auberge à Auvillers.

### Héraldique
| Blason de Auvillers-les-Forges | Blason  | Divisé en chevron : au 1er de gueules à deux fleurs de lis d'argent, au 2e d'azur à la pince et au marteau de forge d'or, passés en sautoir, au chevron du même brochant sur la partition. |
| Blason de Auvillers-les-Forges | Détails | Création MM. Baron, Demoncheaux et Jolly. Adopté le 17 novembre 2000. |